# 55 Pułk Zmechanizowany
55 Pułk Zmechanizowany – oddział zmechanizowany Sił Zbrojnych PRL i okresu transformacji ustrojowej.
Wchodził w skład 16 Pomorskiej Dywizji Zmechanizowanej.
Pułk utworzono w 1950 r., stacjonował w Braniewie. Na jego bazie w 1989 r. powstał 55 Ośrodek Materiałowo – Techniczny, który w 1994 r. rozformowano.
Tradycje pułku kultywowała 16 Pomorsko-Warmińska Brygada Zmechanizowana im. Hetmana Wielkiego Koronnego Stanisława Koniecpolskiego.

## Skład (lata 80. XX w.)
- Dowództwo i sztabPodstawowy wóz bojowy pułku – (BWP-1)

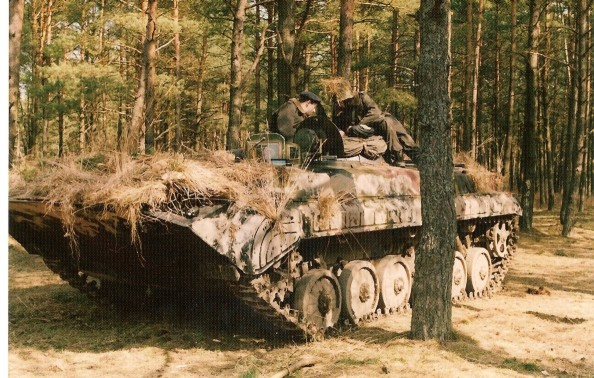
Podstawowy wóz bojowy pułku – (BWP-1)

  - 3 x bataliony zmechanizowane (transportery opancerzone BTR-152, od 1968 r. transportery SKOT, a od 1979 r. bojowe wozy piechoty BWP-1)
  - batalion czołgów (40 czołgów T-34/85, potem T-54A, a od 1974 r.czołgi T-55A)
  - dywizjon haubic 122mm
  - bateria przeciwlotnicza (działa samobieżne ZSU-23x4)
  - kompania rozpoznawcza
  - kompania saperów
  - kompania łączności
  - kompania zaopatrzenia
  - kompania remontowa
  - kompania medyczna
  - pluton chemiczny
  - pluton ochrony i regulacji ruchu

## Dowódcy pułku
- mjr Aleksander Ligaj (1951-1954)
- mjr Julian Baranowski (1955-1957)
- ppłk Czesław Kowalczyk (1957-1960)
- mjr dypl. Stanisław Kruczek (1960-1965)[2]
- ppłk dypl. Józef Gładysz (1965-1969)
- ppłk dypl. Józef Rypalski (1969-1972)
- ppłk dypl. Marian Michalak (1972-1973)
- mjr dypl. Ryszard Niedziałkowski (1973-1975)
- ppłk dypl. Stanisław Dobrowolski (1975-1979)
- ppłk dypl Feliks Jagiełło (1979-1983)
- mjr dypl. Sławomir Gierlasiński (1983-1986)
- mjr dypl. Edward Rogowski (1986-1990)
- mjr dypl. Tadeusz Sobkowiak – (1990-1994) ostatni dowódca, a później komendant OMT[3]

## Przekształcenia
55 Elbląski pułk piechoty → 55 pułk zmotoryzowany → 55 pułk zmechanizowany → 55 Ośrodek Materiałowo-Techniczny